# Mahbub ul Haq
Mahbub ul Haq (Jammu, 22 de fevereiro de 1934 — Nova Iorque, 16 de julho de 1998) foi um influente e renomado economista paquistanês, pioneiro da  Teoria do desenvolvimento humano e criador do Relatório de Desenvolvimento Humano.
Amigo de Amartya Sen, que conheceu quando estudava em Cambridge, com ele criou o Índice de Desenvolvimento Humano (IDH), que tem sido usado desde 1993 pela Organização das Nações Unidas no Relatório de Desenvolvimento Humano, publicado anualmente.
Mahbub ul Haq também serviu ao diretor de planejamento de políticas do Banco Mundial (1970-1982) e foi Ministro da Economia do Paquistão (1982-1988). Seus trabalhos abriram novas perspectivas para as políticas de desenvolvimento humano (como o Pacto Global 20/20, que recomenda a aplicação de 20% dos orçamentos nacionais e dos recursos da cooperação internacional para o desenvolvimento social) e o estabelecimento do Conselho de Segurança Econômica das Nações Unidas, que inspirou a criação do Conselho Econômico e Social das Nações Unidas.
Em 1996, Mahbub fundou o Centro de Desenvolvimento Humano, em  Islamabad - um instituto de pesquisa em políticas públicas e desenvolvimento humano sobretudo no Sul da Ásia.
Mahbub ul Haq morreu aos 64 anos de idade na cidade de Nova Iorque vitimado por uma grave pneumonia.